# Дросельна заслінка

Дросельна заслінка в закритому (вгорі) і відкритому (внизу) положеннях

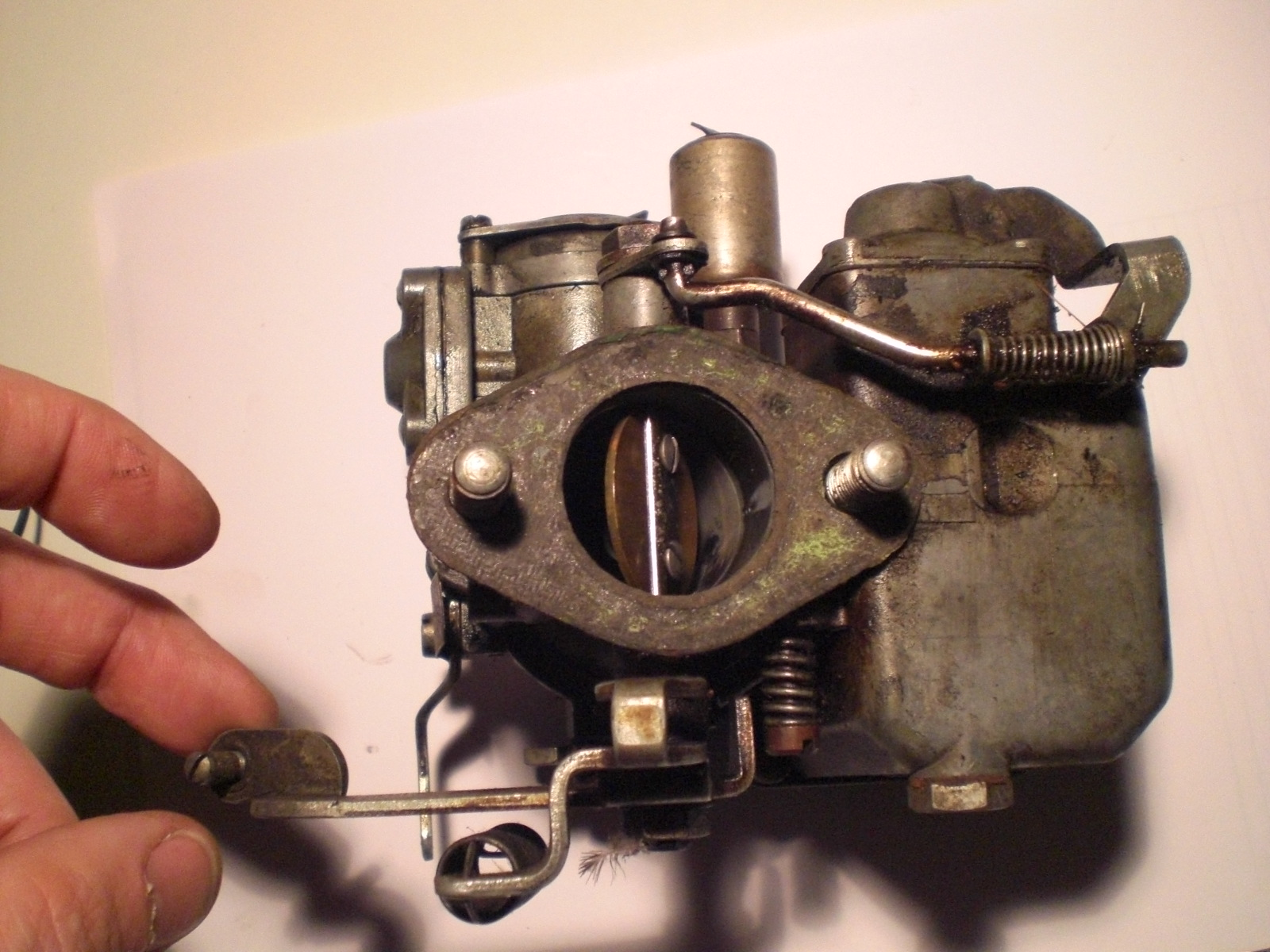
Дросельна заслінка у карбюраторі

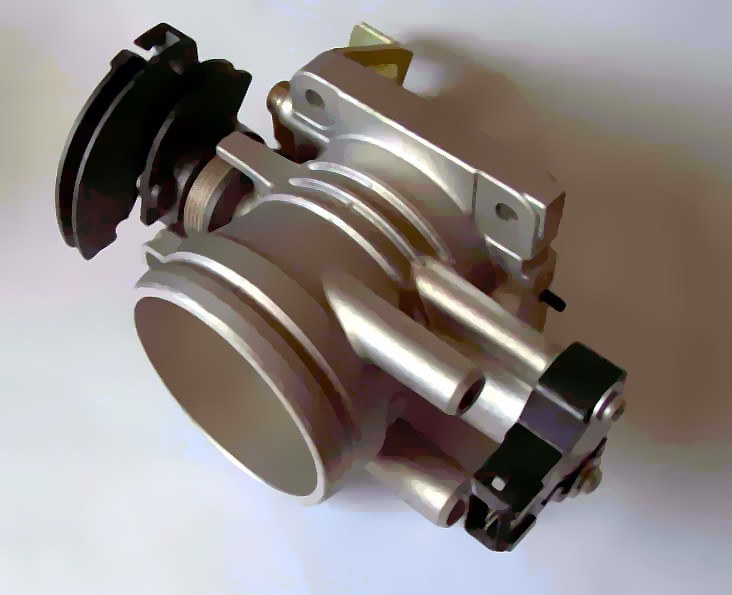
Модуль дросельної заслінки з механічним приводом. Вид з боку датчика положення дросельної заслінки. Трос «газу» кріпиться до чорної деталі (зліва) з криволінійною поверхнею

Дро́сельна заслі́нка (англ. throttle, нім. Drosselklappe) — механічний регулятор прохідного перерізу патрубка (регульований гідродросель), що змінює витрату рідини або газу, які протікають в патрубку.

## Походження терміна
Термін «дросельна заслінка» походить від терміна «дросель» (нім. drosseln — «душити», «обмежувати»), що означає місцевий гідравлічний опір, прохідний перетин якого є меншим від перетину підвідного та відвідного трубопроводу. Регульований гідродросель регулює витрату середовища, яка протікає крізь нього, через зміну параметрів його течії. Одним з видів постійного дроселя є жиклери. Часто дроселі (гідродроселі) використовуються в системах теплопостачання для обмеження витрати первинної гарячої води та у пристроях системи впуску двигунів внутрішнього згоряння.

## Використання
Дросельний клапан — різновид гідродроселя, у якому сумарна кількість середовища, що протікає через нього змінюється за рахунок співвідношення часу стану повного відкриття і повного закриття клапана. Часто цей пристрій називають актюатором. Актюатори мають надзвичайно широке розповсюдження як виконавчі елементи в дозувальних пристроях з широтно-імпульсним електронним керуванням. Наприклад, в карбюраторах сімейства «Пірбург-2Е» такі актюатори є основними дозувальними елементами в головних дозувальних системах обох змішувальних камер. За своєю суттю дросельна заслінка є повітряним клапаном. При відкритій заслінці тиск у впускний системі відповідає атмосферному тиску, при закритті — зменшується до стану розрідження (вакууму).
Дросельна заслінка карбюратора регулює (шляхом обмеження) кількість горючої суміші, що утворюється в карбюраторі і надходить у циліндри двигуна внутрішнього згоряння.
Власне дросельна заслінка в карбюратора із спадним потоком являє собою жорстку пластину, закріплену на обертовій осі, поміщену в нижню частину змішувальної камери.
У горизонтальних карбюраторах дроселем часто є вертикальний шибер, розташований у зоні малого дифузора, який регулює його прохідний перетин. Піднімаючись, він збільшує прохідний перетин дифузора. У переважній більшості випадків він же регулює прохідний перетин головного паливного жиклера, переміщаючи в ньому голку-регулятор змінного профілю.
У карбюраторах постійного розрідження дросельна заслінка нічим не відрізняється від заслінки у карбюратора із спадним потоком.
В системі упорскування палива дросельна заслінка являє собою окремий вузол, що знаходиться у повітряному тракті послідовно між повітряним фільтром та впускним колектором й дозує подавання повітря в колектор. Річ у тім, що співвідношення «бензин — повітря» в циліндрі двигуна з упорскуванням палива має залишатися стехіометричним, тобто, система керування повинна мати можливість при роботі двигуна на неповних режимах обмежувати не тільки подачу палива, але і подачу повітря.

## Різновиди дросельних заслінок за видом керування
Привід дросельної заслінки може бути механічним і електромеханічним з електронним керуванням.

### Дросельна заслінка з механічним приводом
У першому випадку вал дроселя повертається від зусилля ноги, що натискає на педаль «газу», за допомогою важільно-шарнірного механізму або троса Боудена. На мотоциклах і мопедах управління дросельною заслінкою здійснюється обертанням однієї з ручок на кермі. В автомобілях середнього і вищого класу в 1950-60-х роках передбачалася здвоєна система урухомлення заслінки: від руки манеткою (шіфтером) та педаллю газу (власне, «акселератором»). Їх (наприклад, в ГАЗ-21) пов'язували між собою так, що при переміщенні водієм манетки педаль дещо опускалась. Таким чином, висуваючи манетку, водій задавав граничну межу прикривання дроселя. Оперативне керування дросельною заслінкою здійснювалось педаллю. При відпусканні педалі дросель залишався в положенні, заданому вручну. При закриванні повітряної заслінки карбюратора (так званий «підсос» для запуску холодного двигуна) дросельна заслінка частково відкривається системою тяг і важелів, розташованих на карбюраторі.
Елементи дросельної заслінки об'єднані в окремий блок (модуль дросельної заслінки), який включає корпус, дросельну заслінку на валу, датчик положення дросельної заслінки (англ. throttle position sensor (TPS)), вертальний пружинний механізм, регулятор холостого ходу. Корпус дросельної заслінки включений в систему охолодження двигуна. У ньому також встановлені патрубки, що забезпечують роботу системи вентиляції картера і системи вловлювання випарів бензину. Регулятор холостого ходу підтримує задану частоту обертання колінчастого вала двигуна при закритій дросельній заслінці під час пуску, прогрівання чи при зміні навантаження під час включення додаткового обладнання. Він складається з крокового електродвигуна і сполученого з ним клапана, які змінюють кількість повітря, що надходить у впускну систему в обхід дросельної заслінки.

### Дросельна заслінка з електромеханічним проводом
У випадку електромеханічного привода з використанням системи електронного управління — поворот осі дросельної заслінки безпосередньо здійснює кроковий електродвигун, що дозволяє досягти оптимальної величини крутного моменту на всіх режимах роботи двигуна. При цьому забезпечується зниження витрати палива, виконання екологічних вимог, безпеку руху. Педаль в цьому випадку механічно пов'язана із задавачем (датчик положення педалі акселератора), найчастіше змінним резистором (потенціометром) або магнітометричним перетворювачем, які задають системі керування двигуном величину «бажаної потужності на валу».
Відмінними рисами дросельної заслінки з електричним приводом є:
- відсутність жорсткого механічного зв'язку між педаллю акселератора і дросельною заслінкою;
- регулювання холостого ходу шляхом повертання дросельної заслінки.

Електронне керування дросельною заслінкою дозволяє впливати на величину крутного моменту двигуна, навіть якщо водій не впливає на педаль газу. Система включає вхідні датчики, блок керування двигуном і виконавчий пристрій.
Крім датчика положення дросельної заслінки та датчика положення педалі акселератора в системі керування використовується вимикач положення педалі зчеплення, вимикач положення педалі гальма. У роботі системи керування дросельною заслінкою також враховуються сигнали від автоматичної коробки передач, гальмівної системи, кліматичної установки, системи круїз-контролю тощо.
Блок управління двигуном сприймає сигнали від датчиків і перетворює їх в керувальні впливи на модуль дросельної заслінки. Модуль дросельної заслінки при електромеханічному урухомленні крім корпуса, власне заслінки, вертальної пружини і датчика положення містить електродвигун та механічний редуктор приводу.
Для підвищення надійності в модулі встановлюється два датчики положення дросельної заслінки. Це можуть бути потенціометри з ковзним контактом або безконтактні магніторезистивні датчики. Графіки зміни вихідних сигналів датчиків протилежно спрямовані, що дозволяє їх розрізняти блоку управління двигуном. У конструкції модуля передбачено аварійне положення дросельної заслінки при несправності приводу, яке забезпечується за допомогою поворотного пружинного механізму.
Дросельна заслінка також застосовується на дизельних моторах для здійснення екстреної зупинки двигуна. За необхідності заслінка, повертаючись, перекриває подачу повітря в циліндри і двигун зупиняється.